# Modest Mouse

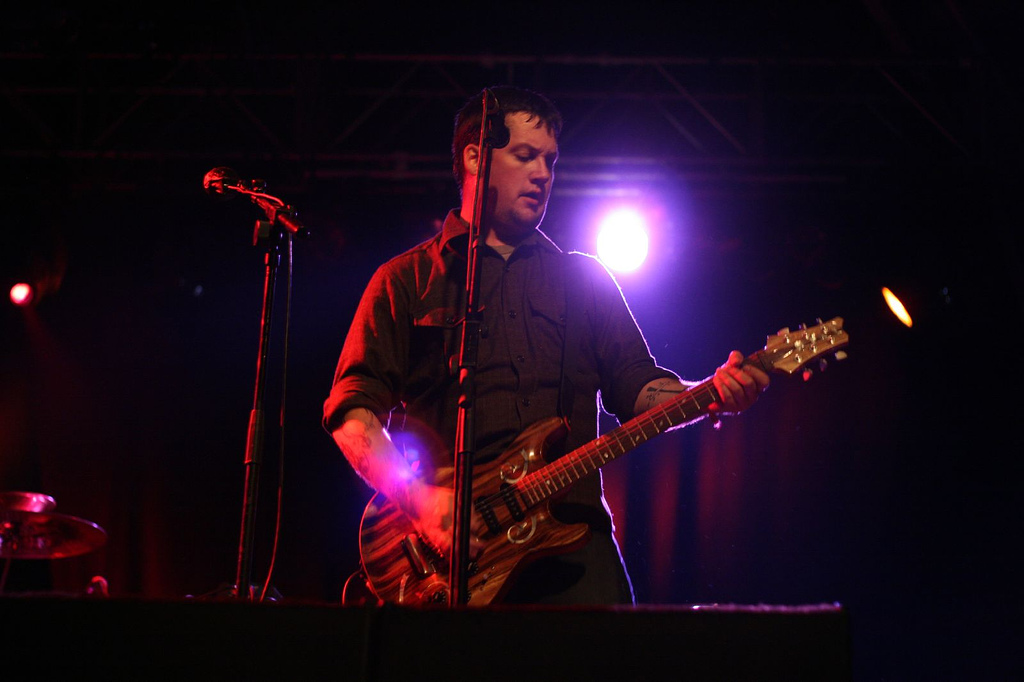
Isaac Brock, gitarrist

Modest Mouse är ett amerikanskt indierockband som bildades 1993 i Issaquah i Washington av gitarristen Isaac Brock, trummisen Jeremiah Green och basisten Eric Judy.

## Historia
Brock kom på namnet "Modest Mouse" då han läste en roman av Virginia Woolf i vilken författaren beskrev den arbetande medelklassen som "modest, mouse-like people", "försynta, musliknande människor".
1994 spelade bandet in den självbetitlade debut-EP:n vid Calvin Johnsons Dub Narcotic Studios, varefter skivan släpptes på Calvins skivbolag K Records. Efter att ha bytt skivbolag till Up Records gjordes två skivsläpp: This Is A Long Drive For Someone With Nothing To Think About (1996) och The Lonesome Crowded West, som blev bandets genombrott. 2000 släpptes på Up Records ett samlingsalbum med singlar och rariteter med namnet Building Nothing Out of Something.  
2000 utkom även The Moon and Antarctica, Modest Mouses första album på ett stort skivbolag - Epic Records. Bandet nådde lite framgångar på alternativ radio med singlarna "3rd Planet" och "Gravity Rides Everything". Sångaren Isaac Brook har sedan dess släppt ett album med sitt sidoprojekt Ugly Casanova.
Sedan 2000 har Modest Mouse släppt flera skivor, bland annat EP:n Everywhere & His Nasty Parlour Tricks och Sad Sappy Sucker, en samling låtar som bandet spelade in 1994 och som ursprungligen var tänkta att bli deras debutalbum, men som lades åt sidan till förmån för This Is A Long Drive For Someone With Nothing To Think About.
2003 hoppade trumslagaren Jeremiah Green av bandet för att ägna sig åt sitt sidoprojekt, The Vells. Han ersattes av två nya medlemmar, trummisen Benjamin Weikel (som även spelade i The Helio Sequence) och gitarristen Dann Gallucci. 6 april 2004 utkom Modest Mouses fjärde studioalbum, Good News For People Who Love Bad News, som rönte framgångar med hitlåtarna "Float On" och "Ocean Breathes Salty". Samma år återvände Jeremiah Green till bandet, och Benjamin Weikel spelar nu enbart i The Helio Sequence. 2007 släpptes We Were Dead Before the Ship Even Sank, då med Johnny Marr som ny bandmedlem.

## Diskografi

### Album
- 1996 – This Is a Long Drive for Someone with Nothing to Think About (Up)
- 1997 – The Lonesome Crowded West (Up)
- 2000 – The Moon and Antarctica (Epic)
- 2004 – Good News for People Who Love Bad News (Epic)
- 2007 – We Were Dead Before the Ship Even Sank (Mars)
- 2015 – Strangers to Ourselves (Epic)
- 2021 – The Golden Casket (Epic)

### EP-skivor och andra samlingar
- 1994 – Blue Cadet-3, Do You Connect? (K)
- 1996 – Interstate 8 (Up)
- 1997 – The Fruit That Ate Itself (K)
- 1999 – Night On the Sun (Up)
- 2000 – Building Nothing Out of Something (Up)
- 2001 – Sad Sappy Sucker (K)
- 2001 – Everywhere & His Nasty Parlour Tricks (Epic)
- 2004 – Baron von Bullshit Rides Again (Epic)
- 2009 – No One's First and You're Next (Sony)

### Singlar
- 1996 "Broke" (Sub Pop)
- 1997 "Life of Arctic Sounds" (Suicide Squeeze)
- 1997 "Birds vs. Worms" (Hit or Miss)
- 1998 "Other People's Lives" (Up)
- 1998 "Neverending Math Equation" (Sub Pop)
- 1998 "Whenever You See Fit" (tillsammans med 764-Hero) (Up. Även Suicide Squeeze 2000)
- 2004 "Float On" (Epic)
- 2004 "Ocean Breathes Salty" (Epic)
- 2007 "Dashboard" (Epic)